# Zdravínek jarní
Zdravínek jarní (Odontites vernus) je poloparazitická, nevysoká, načervenale kvetoucí bylina, druh z rodu zdravínek, který roste v přírodě České republiky.

## Výskyt
Rostlinný druh pocházející z Eurasie kde je rozšířen v mírném a boreálním pásmu od Britských ostrovů a Pyrenejského poloostrova přes Balkán, Ural a Kavkaz až do severovýchodní Asie po řeku Amur. Na severu je evropský areál výskytu ohraničen středem Skandinávie, na jihu jihem Itálie a Řeckem; neroste na středomořských ostrovech a v Malé Asií. Zavlečen byl do Severní Ameriky kde se rozšířil hlavně na východním pobřeží Kanady.
V České republice vyrůstá roztroušeně a mísy až hojně, nejčastěji v termofytiku a teplejších oblastech mezofytika, v oreofytiku se mu nedaří. Vyskytuje se často v sušších trávnicích, na okrajích lesů, okolo polních cest, na pastvinách, polích i neobdělávaných úhorech, nejčastěji na zásaditých, těžších půdách dostatečně zásobených živinami. Ke spatření je obvykle na lokalitách ve středních, jižních a severozápadních Čechách, vzácněji v západních Čechách a v podhůří Orlických hor a Bílých Karpat.
Je diagnostickým druhem břehových společenstev svazů Agropyro-Rumicion crispi a pastvin svazu Cynosurion.

## Taxonomie
V přírodě České republiky se podle ustálených názorů vyskytují dva poddruhy zdravínka jarního:
- zdravínek jarní pravý (Odontites vernus (Bellardi) Dumort. subsp. vernus)
- zdravínek jarní pozdní (Odontites vernus (Bellardi) Dumort. subsp. serotinus) (Dumort.) Corb.[1][4]

Zdravínek jarní pozdní se od nominálního poddruhu zdravínku jarního pravého odlišuje větším počtem (3 až 12 párů) a větší délkou větví odbočujících téměř vodorovně z hlavní lodyhy, listeny menšími než jsou květy, kratší korunou, ne delší než 7 mm, a podstatně také pozdější dobou kvetení (od července do září, zatímco zdravínek jarní pravý vykvétá od května do července). Zdravínek jarní pozdní je hodně variabilní, záleží převážně na druhu a kvalitě hostitelské rostliny. Osídluje různá ruderální stanoviště a v přírodě ČR se celkově vyskytuje mnohem častěji.
V poslední době začínají na základě vědeckých výzkumů někteří autoři prosazovat názor, že ve Střední Evropě, a pravděpodobně i v ČR, se vyskytují tři typy zdravínku jarního:
- Diploidní pozdní typ – je nejvíce rozšířen a je nejvariabilnější, kvete od konce července do konce září,
- Tetraploidní včasný typ – vyhledává nejvíce polní kultury, kvete od konce května do počátku července,
- Tetraploidní pozdní typ – vzrůstově nejmohutnější, roste na narušených místech nebo v suchých trávnících, kvete od poloviny srpna do konce září.[2]

## Popis
Poloparazitická jednoletá bylina, rozmnožující se výhradně semeny, která dorůstá do 40 cm. Má lodyhu převážně silně větvenou, odbočující větve odstávají mnohdy pod úhlem téměř 90° a bývají na koncích poněkud obloukovitě ohnuté. Na hustě krátce chlupaté lodyze vyrůstají vstřícně kopinaté až čárkovitě kopinaté přisedlé listy které jsou po obvodě tupě zubaté. Směrem vzhůru znenáhla listy přecházejí v pilovité listeny, často načervenalé nebo nafialovělé, které se postupně zmenšují.
Chlupaté květy na krátkých stopkách rostou z paždí listenů a směřují na jednu stranu. Vytvářejí řídké, jednostranné, hroznovité květenství; pod nejnižšími květy je několik listenů s pouhými rudimenty květů.
Květy vyrůstají na opačnou stranu než listeny. Čtyřcípý trubkovitý až zvonkovitý vytrvalý kalich je často nafialovělý. Dvoupyská koruna je světle fialová až načervenalá, někdy nachová, mělce vykrojený přilbovitý horní pysk je obloukovitě ohnutý, dolní pysk je třícípý. Tyčinky jsou 4, dvě jsou delší, jejich prašníky se skládají ze dvou od sebe zřetelně oddělených pouzder která jsou vespod protažená do hrotu. Květy se po rozkvětu mohou opylit přednostně entomogamicky, nestane-li se tak, opylí se později autogamicky.
Plodem je dvoupouzdrá, hnědá, elipsoidní tobolka. Bývá dlouhá 7 až 9 mm, je chlupatá a obalena vytrvalým kalichem. Drobná hnědá semena jsou podlouhle vejčitá až podlouhle oválná, 1,4 až 2 mm dlouhá a zbrázděna na povrchu několika podélnými žebry. Semena se rozšiřují hlavně větrem nebo vodou.

## Rozmnožování
Zdravínek jarní se rozmnožuje výhradně semeny kterých na jedné rostlině dozrává i 10 tisíc. Semena z rostliny vypadají většinou současně se sklizní parazitované plodiny, u ozimů před sklizni. Těsně po uzrání jsou semena špatně klíčivá, lépe klíčí až na jaře po stratifikaci v půdě (ve vlhku a chladu) z hloubky do 2 cm. V půdě si podržují klíčivost několik let, na povrchu ji po vysušení brzy ztrácejí.
Kořínky mladé rostlinky se časně po vyklíčení potřebují dostat do kontaktu s kořeny vhodné hostitelské rostliny, nejčastěji to bývají obilniny a traviny, z kterých pomocí haustorií přichycených k cévním svazkům kořenů parazitované rostliny čerpají nezbytné živiny. Přestože je tato poloparazitická rostlina schopná žít i neparaziticky, dokáže jen asi v 8 % dorůst do stavu dospělosti, tj. vykvést.

## Ohrožení
V "Černém a červeném seznamu cévnatých rostlin z roku 2000" je zdravínek jarní, pravděpodobně nominální poddruh, zařazen mezi druhy silně ohrožené (C2).